# Thymus capitatus
Thymus capitatus là một loại cây thân gỗ nhỏ, lâu năm có nguồn gốc từ Địa Trung Hải Châu Âu và Thổ Nhĩ Kỳ, thường được gọi là cỏ xạ hương hình nón, cây kinh giới Ba Tư và cây oregano Tây Ban Nha. Đôi khi cây còn được gọi với cái tên Thymbra capitata.